# Pruska križarska vojna
Pruska križarska vojna je bila niz križarskih pohodov rimskokatoliških križarjev v 13. stoletju, ki so jih vodili predvsem tevtonski vitezi, da bi nasilno pokristjanili poganske Pruse. Tevtonski vitezi, ki so jih po svojih neuspešnih pohodih proti Prusom povabili krščanski poljski kralji, so leta 1230 začeli vojno proti Prusom, Litovcem in Samogitom. Do konca stoletja so vitezi po zadušitvi več pruskih uporov vzpostavili nadzor nad Prusijo in jo vključili v svojo meniško državo. S kombinacijo fizičnega in ideološkega nasilja so sčasoma izbrisali pruski jezik, kulturo in predkrščansko vero. Nekaj Prusov se je zateklo v sosednjo Litvo.

## Zgodnje misije in konflikti
Wulfstan iz Hedebyja, predstavnik Alfreda Velikega, kralja Zahodnih Sasov, je Pruse, pomorščake in živinorejce, opisal kot močan in neodvisen narod.
Mješko I., ki je pravkar osvojil ozemlje okoli ustja Odre vse do Prusije, je poskušal še razširiti ozemlje svojega kraljestva. Njegov sin Boleslav I. je leta 997 poskušal s pomočjo Adalberta Praškega osvojiti Pruse, vendar so njegovega misijonarja ubili domačini. Po skromnem začetnem uspehu med Prusi je bil leta 1009 ubit tudi Adalbertov naslednik Bruno Querfurtski. Boleslav I. je nadaljeval z osvajanji okoliških dežel in leta 1015 opustošil velik del Prusije.
Poljaki so se v naslednjih dveh stoletjih vojskovali s sosednjimi Prusi, Jatvingi in Vendi. Medtem ko so si Poljaki prizadevali dobiti oblast nad Prusi z njihovo spreobrnitvijo v krščanstvo, so Prusi izvajali povračilne napade in lovili sužnje na mejnih ozemljih Helmno in Mazovija. Številni Prusi so pod prisilo navidezno sprejeli krščanstvo, vendar so se po koncu sovražnosti vrnili k domačim verskim običajem. V boju s Prusi je bil leta 1166 ubit Henrik Sandomierski. Boleslav IV. in Kazimir II. sta z velikima vojskama napadla Prusijo. Boleslavovo vojsko so porazili z gverilskim bojevanjem, Kazimirju pa je uspelo vsiliti mir, ki je trajal do njegove smrti leta 1194. Danski kralj Valdemar II. je pošiljal danske odprave proti Samlandu, dokler ga ni leta 1223 ujel schwerinski grof Henrik I. 
Leta 1206 je cistercijanski škof Kristijan iz Olive ob podpori danskega kralja in poljskih vojvod ugotovil, da je kolonizacija staroselcev v boljšem stanju, kot je bilo pričakovano ob njegovem prihodu v vojno razdejano deželo Helmno. Navdihnjen je odpotoval v Rim, da bi se pripravil na večje poslanstvo. Ko se je leta 1215 vrnil v Helmno, je ugotovil, da so Prusi sovražni zaradi ogorčenja nad dejanji Livonskih bratov meča v Livoniji in strahu pred krščansko ekspanzijo iz Poljske. Prusi so vdrli v Helmno in Pomerelijo, oblegali Helmno in Lubavo ter omogočili spreobrnjencem v krščanstvo, da so se vrnili k svojim izvornim predkrščanskim verovanjem.
Zaradi naraščajoče intenzivnosti vzajemnih napadov je papež Honorij III. marca 1217 Kristijanu poslal papeško bulo, ki mu je dovolila, da začne pridigati o križarski vojni proti upirajočim se Prusom. Naslednje leto so Prusi znova napadli deželo Helmnoin Mazovijo ter iz maščevanja oplenili 300 stolnic in cerkva. Vojvoda Konrad Mazovski je s plačilom velikega davka uspel prepričati Pruse, da so odšli, kar pa je Pruse samo spodbudilo k ponovnim napadom.

## Pohod leta 1222/1223
Papež Honorij III. je za vodjo križarskega pohoda imenoval Kristijana Olivskega in za svojega legata izbral nadškofa Gniezna Vincentija I. Nialka. Nemški in poljski križarji so se začeli zbirati v Mazoviji leta 1219, vendar se je pohod začel šele leta 1222 po prihodu plemičev, kot so vojvoda Henrik iz Šlezije, nadškof Lovrenc iz Breslaua (Vroclav) in Lovrenc iz Lebusa. Številni poljski plemiči so medtem začeli obdarjati Kristijanovo prusko škofijo s posestmi in gradovi v deželi Helmno. Gospodje so se strinjali, da bo glavni cilj pohoda obnova trdnjav v deželi Helmno, zlasti samega Helmna, katerega trdnjava je bila skoraj v celoti obnovljena.  Do leta 1223 je večina križarjev zapustila regijo in Prusi so ponovno opustošili deželo Helmno in Mazovijo, zaradi česar je bil vojvoda Konrad prisiljen poiskati zatočišče na gradu Plock. Sarmati, kot so takrat imenovali Pruse, so dosegli celo Gdansk (Danzig) v Pomereliji.
Leta 1225 ali 1228 sta Konrad in Kristijan rekrutirala štirinajst severnonemških vitezov, da so ustanovili vojaški red. Skupina je najprej dobila posest Cedlitz v Kujaviji in po izgradnji gradu v Dobrzyńu postala znana kot Dobrzyński ali  Dobrinski red. Dobrinski vitezi so sprva uspešno pregnali Pruse iz dežele Helmno, v protinapadu pa so Prusi večino vitezov pobili. Preživelim je vojvoda Svantopelk II. dal zatočišče v Pomorjanskem. Neučinkovit je bil tudi Kalatravski red, ki je dobil oporišče blizu Gdanska.

## Povabilo Tevtonskega reda
Kristijan iz Olive se je med bivanjem v Rimu seznanil s Hermanom von Salzo, od 1209 do 1239 velikim mojstrom Tevtonskega reda. Z dovoljenjem vojvode Konrada Mazovskega in mazovskega plemstva je Kristijan leta 1226 zaprosil Tevtonski red za pomoč proti Prusom. Stabilnost meje s Prusi bi Konradu lahko omogočila postati veliki vojvoda Poljske. Hermana je poljska ponudba zanimala, vendar se je osredotočil na pomoč cesarju Frideriku II. v peti križarski vojni. Ker je bil Tevtonski red pred kratkim izgnan iz Burzenlanda v Transilvaniji  v Ogrskem kraljestvu, je Herman želel tudi večjo avtonomijo svojih sil v prihodnjih podvigih.
Herman se je s Friderikom II. srečal v Riminiju in predlagal, da bi podjarmljenje Prusov olajšalo obrambo meja Svetega rimskega cesarstva pred vsiljivci, pri čemer je domnevno mislil na litovske protinapade na krščanske križarske vojske. Cesar je podvig odobril v zlati buli iz Riminija iz leta 1226, s čimer je vitezom podelil deželo Helmno (Kulmerland) in morebitna v prihodnosti osvojena ozemlja. Misija za spreobrnitev Prusov je ostala v pristojnosti škofa Kristijana iz Olive.
Pred začetkom pohoda proti Prusom naj bi Tevtonski red 16. junija 1230 s Poljaki v Krušvici podpisal sporazum s katerim naj bi red prejel Kulmerland in morebitna v prihodnosti osvojena ozemlja, podobno kot v zlati buli iz Riminija. Sporazum so poljski zgodovinarji oporekali. Ker je bil dokument izgubljen, so številni poljski zgodovinarji dvomili v njegovo verodostojnost in ozemeljske zahteve Tevtonskega reda. Nedavne študije poljskih zgodovinarjev so legitimnost sporazuma potrdile. Z vidika vojvode Konrada naj bi se Kulmerland (Helmno) uporabljal le kot začasno oporišče proti Prusom, prihodnja osvajanja pa naj bi prišla pod oblast vojvode Mazovije. Herman von Salza je v nasprotju z njim videl dokument kot podelitev avtonomije reda na vseh ozemeljskih pridobitvah in izključno zvestobo Svetemu sedežu in cesarju Svetega rimskega cesarstva. Zlata bula iz Rietija, ki jo je leta 1234 izdal papež Gregor IX., je ponovno potrdila oblast reda nad osvojenimi deželami in jih postavila le pod oblast Svetega sedeža.
Kronist Peter von Dusburg iz 14. stoletja je omenil enajst okrožij v Prusiji: Bartija, Kulmerland, prej pod poljsko oblastjo, Galindija, Nadruvija, Natangija, Pogezanija, Pomezanija, Samland, Skalovija, Sudovija in Ermland. Peter je ocenil, da bi lahko večina plemen zbrala približno po 2.000 konjenikov, Samland 4.000 konjenikov in 40.000 pešakov in Sudovija 6.000 konjenikov in »skoraj nešteto drugih bojevnikov«. Prusi iz opustošenega Kulmerlanda bi lahko zbrali manj vojakov kot druga plemena. Galindija, gozdnata divjina jezer in rek z majhnim številom prebivalcev, bi lahko zbrala le malo vojakov. Sodobne ocene kažejo, da je skupno prusko prebivalstvo štelo okoli 170.000 ljudi, kar je manj od tistega, ki ga navaja Peter von Dusburg.

## Prvi pohodi tevtonskih vitezov
Potem ko je leta 1230 prejel ali ponaredil listino za Kulmerland, je Hermann von Salza poslal Konrada von Landsberga kot svojega odposlanca z majhno enoto sedmih vitezov in 70–100 ščitonosci in naredniki v Mazovijo. Vitezi so zavzeli grad Vogelsang nasproti bodočega Thorna (Torunj). Drugi viri omenjano, da sta grad zgradila dva viteza leta 1229, vendar so ju Prusi kmalu zatem ubili. Konrad von Landsberg je kmalu po prihodu začel izvajati majhne napade na pogane južno od Visle. Ozemlje je bilo naseljeno z mešanim krščanskim in poganskim prebivalstvom in relativno varno. Po dokončanju gradu Vogelsang so tja začele prihajati okrepitve. Pod vodstvom Hermana Balka je leta 1230 prispela skupina dvajsetih vitezov in 200 narednikov.
Medtem ko so bile prejšnje poljske ekspedicije običajno usmerjene proti vzhodu v prusko divjino, se je red osredotočil na zahod, da bi vzpostavil niz trdnjav ob reki Visli. Kampanjo so izvajali vsako leto, ko so prišli križarski vitezi z zahoda. Prve pohode so v glavnem sestavljali poljski, nemški in pomorjanski križarji ter nekatere pomožne pruske enote. Poljski in pomereljski vojvode so se izkazali za bistvene, saj so zagotovili vojake in oporišča. Večina posvetnih križarjev se je po koncu pohodov vrnila na svoje domove, meniškim tevtonskim vitezom pa prepustila nalogo utrjevanja pridobitev in vzdrževanja posadk v novo zgrajenih utrdbah, ki so bile večinoma majhne in lesene. Nekaterim posvetnim poljskim vitezom so bila dodeljena neposeljena ozemlja, zlasti v Kulmerlandu, večino osvojenega ozemlja pa je obdržal Tevtonski red. Na vzhod so se začeli priseljevati kolonisti iz Svetega rimskega cesarstva, kar je vsako leto omogočilo ustanovitev novega mesta. Številna mesta so dobila Kulmske pravice.
Križarji so najprej napadli sosednje Pomezane. S prevaro so ujeli njihoveg vodjo Pipina, s čimer je končal pruski odpor v Kulmerlandu. Do leta 1232 so vitezi ustanovili ali obnovili trdnjavi v Helmnu in Torunju. Na poziv papeža Gregorja IX. k okrepitvam se je odzvalo 5.000 veteranov pod vodstvom magdeburškega grofa.
Poleti 1233 so križarji zbrali vojsko 10.000 mož in ustanovili trdnjavo Kwidzyn v Pomezaniji. Pomerelska vojvoda Svantopelk in Sambor sta pozimi 1233–1234 zbrala manjšo vojsko za vdor v Pogezanijo in po tesni bitki na zamrznjeni reki Sirgune po prihodu konjenice uničila Pogezane. Bojišče je bilo kasneje znano kot »Polje mrtvih«. Križarji so z izgradnjo trdnjave v Rehdnu  (Radzyń Chełmiński) leta 1234 utrdili svoj položaj v vzhodnem Kulmerlandu.
Pruski škof Kristijan iz Olive je zase zahteval dve tretjini osvojenega ozemlja, eno tretjino pa podelil Tevtonskemu redu. Med obema stranema je posredoval papeški legat Viljem iz Modene, ki je vitezom podelil dve tretjini ozemlja, vendar je za škofa pridržal dodatne pravice. Tevtonski vitezi so si prizadevali tudi za vključitev majhnega Dobrinskega reda v svoj večji red. Konrad Mazovski je bil zaradi tega predloga besen in zahteval vrnitev dežele Dobrzyń, česar pa vitezi niso hoteli storiti. Vojvoda Konrad je kasneje zavrnil vsako pomoč križarjem.  Z odobritvijo papeža in škofa Płocka so tevtonski vitezi z bulo 19. aprila 1235 asimilirali Dobrinski red in nezadovoljnemu Konradu Mazovskemu vrnili grad Dobrzyń. Leta 1237 so Tevtonski vitezi asimilirali tudi Livonski red, potem ko so ga Litovci skoraj izbrisali v bitki pri Sauleju.
Ob podpori meissenskega mejnega grofa Henrika III. so križarji leta 1236 napredovali proti severu vzdolž obeh bregov Visle in izsilili podreditev večine Pomezancev. Čeprav Henrik leta 1237 ni sodeloval v pohodu proti Pogezancem, je mejnemu grofu priskrbel dva velika rečna čolna, večja od pruskih plovil. V bližini pruske naselbine Truso so s kolonisti iz Lübecka ustanovili Elbing (Elbląg).
Od leta 1238 do 1240 so se tevtonski vitezi vojskovali proti Bartom, Natangom in Varmom. Med obleganjem varmske utrdbe Honeida je bila pobita majhna skupina križarski vitezov, zato se je maršal Dietrich von Berheim vrnil z večjo vojsko. Ko je varmski poveljnik Kodrune svetoval svojim ljudem, naj se predajo in spreobrnejo, so ga je njegovi vojaki ubili. Trdnjava je zatem kjub temu padla. Utrdba v laguni Visle je bila preimenovana v Balgo in bila leta 1239 ponovno zgrajena, da bi zaščitila ozemlje Tevtonskega reda v Ermelandu (Varmija). Pruski protinapad za povrnitev trdnjave ni uspel. Lokalni pruski vodja Piopso je bil ubit. Sezonske okrepitve pod vodstvom Otona I., vojvode Brunswick-Lüneburga, so utrdile tevtonsko oblast v Natangiji in Bartiji.
V buli z dne 1. oktobra 1243 sta papež Inocenc IV. in Viljem Modenski razdelila Prusijo na škofije Helmno/Kulm, Pomezanija, Varmija in Samland, čeprav ozemlje slednje še ni bilo osvojeno.

## Prva pruska vstaja
Nadaljnje napredovanje tevtonskih vitezov v Prusijo je upočasnil izbruh prve pruske vstaje leta 1242. Prestrašen zaradi hitrega širjenja križarjev na ozemlje na meji z njegovimi deželami, se je krščanski vojvoda Svetopolk II. Pomorjanski povezal s pokorejnimi Prusi in podprl njihov oborožen upor proti križarjem. Sposobnost Tevtonskega reda, da bi upor zatrli, je bila omejena zaradi manjšega prihoda vitezov z zahoda in sporov med poljski vojvodami.
Križarska konjenica in pehota s samostreli sta se na ravnem terenu izkazali za izjemno močni, medtem ko so bili Prusi bolj izkušeni in gibljivi v manjših spopadih na gozdnatem terenu. Pruske in pomerelske enote so leta 1244 zavzele večino gradov reda in premagale viteze pri Rensenu, za dokončno zmago pa jim je primanjkovala oblegovalna oprema. Nemci so s svojo politiko in diplomacijo uspeli ločili Svetopolka od Prusov. Poljaki so si prizadevali pridobiti ozemlje pomerelskega kneza ob Visli, medtem ko je papeški legat, bodoči papež Urban IV., želel, da kristjani svojo energijo usmerijo proti poganom in ne drug proti drugemu. Svetopolk je leta 1248 prenehal podpirati Pruse. Večina Prusov se je strinjala s pogoji v Kristoburškem sporazumu, sklenjenim februarja 1249. Sporazum je domorodcem, ki so se spreobrnili v krščanstvo, podelil državljanske svoboščine in precejšnjo avtonomijo. Spopadi so se kljub temu s prekinitvami nadaljevali do leta 1253. Natangi so novembra 1249 celo porazili viteze pri Krücknu.

## Sambijski polotok
Po zasedbi zahodne Prusije v zgodnjih 1250. letih so Tevtonski vitezi nadaljevali napredovanje proti severu in vzhodu in se tam soočili s Sambijci na gosto naseljenem Sambijskem polotoku (nemško Samland). Komtur Heinrich Stange iz Christburga je leta 1252 povedel vojsko čez laguno Visle, da bi napadel pogansko svetišče Romuva. Sambijci so v bitki premagali križarje in Stangeja ubili. Da bi nadomestili padle vojake, sta papež in novi veliki mojster reda Poppo von Osterna, začela pridigati o križarski vojni proti Sambijcem. Leta 1253 sta Poppo in deželni mojster Dietrich von Grüningen s pomočjo meisenskega mejnega grofa zatrla upor Galindijcev in se vzdržala nadaljnjega nasilja. Red je namreč skrbelo, da bi se Prusi pod prevelikim pritiskom poskušali pridružiti Poljski. Ker so bila uporna plemena zdesetkana, je papež Inocenc IV. naročil dominikanskim bratom, naj pridigajo o križarski vojni, red pa je poslal odposlance ogrskemu in češkemu kralju in knezom Svetega rimskega cesarstva. Medtem ko je red čakal na prihod križarjev v Prusijo, je livonska veja tevtonskega reda ustanovila Memel (Klajpeda) v Kuronskem zalivu, da bi Samogitom preprečila odhod na pomoč Sambijcem. Kot potrjujejo kronike, je bila »ustanovitev« Memela izvedena tako, da so križarji do tal požgali obstoječe staroselsko mesto in iztrebili celotno prebivalstvo, ki je, po arheoloških najdbah sodeč, tam živelo več tisočletij.
Na zahodu se je zbrala vojska 60.000 mož, vključno s Čehi in Avstrijci pod poveljstvom kralja Otokarja II., Moravci pod vodstvom škofa Bruna Olomuškega, Sasi pod poveljstvom mejnega grofa Otona III. Brandemburškega in kontingentom Rudolfa Habsburškega. Vojska je v bitki pri Rudau zdrobila Sambijce. Posadka trdnjave se je vdala in bila takoj prisilno krščena. Križarji so po zmagi napredovali proti Kvendavi, Valdau, Kajmenu in Tepliavi. Sambijci, ki so sprejeli krst, so preživeli, druge pa so masovno iztrebili. Sambijski polotok je bil osvojen januarja 1255 v pohodu, ki je trajal manj kot en mesec. Tevtonski vitezi so blizu nekdanjega Tvangsteja ustanovili Königsberg, Kraljevi hrib, tako imenovan v čast češkega kralja. V bližini je bil ustanovljen tudi Braunsberg (Branjevo), imenovan morda v čast Bruna Olomuškega ali Bruna Querfurtskega. Na sotočju rek Alle in Pregel so križarji zgradili grad Wehlau (Znamensk), ki je branil osvojitve in bi lahko bil izhodišče za kasnejšo kolonizacijo Jatvingov, Nadronov in Skalvov. Krščanski sambijski poglavar Thirsko in njegov sin Majdelo sta dobila Wehlau. Tevtonski vitezi so s pomočjo sambijskih nabornikov prodirali v notranjost Natangije in osvojili trdnjavi Kapostet in Oktolit pri Wohnsdorfu. Natanški voditelj Godecko in njegova sinova so bili ubiti.

## Velika pruska vstaja (1260-1274)
Samogiti so leta 1259 z Livonskim redom sklenili dvoletno premirje in se odločili ohraniti svojo predkrščansko vero. Livonski red je kljub temu napadal in poskušal kolonizirati Samogitijo in bil leta 1259 v bitki bitki pri Skuodasu poražen. Naslednje leto so Samogiti križarjem zadali hud poraz v bitki pri Durbeju. Zmagi sta navdihnili Pruse, da so se znova uprli, kar je preraslo v veliko prusko vstajo. Zmage so okrepile tudi njihova predkrščanska verovanja.
Glavni cilj križarjev je bil kljub ozemeljskim pridobitam ob Baltiku še vedno Sveta dežela. Na sever je prihajalo premalo okrepitev za dokončanje pokristjanjevanja ozemlja, ki je bilo takrat v Evropi znano kot Sarmatia Europea. Nemške kneze iz Svetega rimskega cesarstva je obnorilo tudi cesarsko nasledstvo, zato je prišlo pruskim bratom na pomoč le nekaj sezonskih (poletnih) križarjev. Prve okrepitve so bile poražene pri Pokarwisu leta 1261. Red je v zgodnjih 1260. letih ukazal uničiti večino svojih pruskih gradov. 
Križarji so leta 1265 začeli zatirati upor s pomočjo brunswiško-lüneburškega vojvode Alberta I. in turingijskega deželnega grofa Henrika III. V naslednjem letu sta okrepitve prispevala mejna grofa Oton III. in Janez I. Brandenburški. V njuno čast je bil ustanovljen grad Brandenburg (Ušakovo). Češki kralj Otokar II. se je v letih 1267–1268 za kratek čas vrnil v Prusijo, vendar ga je od tam odvrnilo slabo vreme. Pohodov reda se je leta 1272 udeležil meissenski mejni grof Dietrich II. Križarji so postopoma pobili ali prisilili k vdaji voditelje posameznih pruskih plemen in množično iztrebljali domorodno prebivalstvo, ki se ni hotelo spreobrniti v krščanstvo.
Zaradi upora je veliko Prusov izgubilo nekatere pravice, pridobljene s Kristburškim sporazumom, in bilo prisiljeno v tlačanstvo. Številni Prusi so zbežali v Veliko litovsko kneževino ali v Sudovijo, druge pa so križarji prisilno naselili. Plemenski poglavarji, ki so ostali v Prusiji, so postali vazali tevtonskih vitezov. Slednji so začeli obnavljati svoje gradove iz kamna ali opeke, da bi zagotovili večjo zaščito pred nemirnim podjarmljenim prebivalstvom.

## Kasnejši pohodi
Čeprav je bila ofenzivna sposobnost tevtonskih vitezov med veliko pogansko vstajo močno oslabljena, so se na svojem vzhodnem krilu vseeno vključili v nekaj pohodov proti poganom. Barti, Natangi in Varmi so se spreobrnili v krščanstvo, Jatvingi in Litovci na njihovem vzhodu pa so ostali pogani in nadaljevali svoje obmejno vojno s tevtonskimi vitezi. Jatvingi pod Skalmantasovim vodstvom so med veliko prusko vstajo oplenili Bartenstein (Bartoszyce) v Bartiji, ki naj bi bil ključna točka na njihovi meji. Natangi in Barti so bili pred Jatvingi nemočni in so zaščito zaprosili tevtonske viteze. Slednji so jim na začetku lahko zagotoviti le malo pomoči. Krščanski natanški klani so se leta 1274 združili in pobili 2000 jatvinških roparjev. Veliki mojster reda Anno von Sangershausen je rekrutiral Turingijce in Meissence, da bi dokončali vrnitev Natangije pod tevtonsko oblast.
Hartmann von Heldrungen, Annov naslednik na položaju velikega mojstra, je ukazal provincialnemu mojstru Prusije Konradu von Thierbergu starejšemu, naj napade vzhodno od Königsberga ob reki Pregel, da bi ločil Jatvinge od Nadruvov. Teodorik je z drugo križarsko vojsko, vključno s tevtonskimi vitezi, 150 naredniki in prusko pehoto, napadel drugo nadrovsko utrdbo. Branilci so se poskušali predati, a so jih večino pobili. Preživele so preselili. Konrad je nato napadel glavno nadruvsko oporišče Kaminiswike, ga osvojil in pobil večino branilcev. Nadruvski klani so se kmalu zatem predali in prestopili na križarsko stran.
Nadruvija in Memel sta postala oporišče za napad na Skalvijo ob spodnjem toku reke Memel. Skalvija je nato služila za oporišče za napad na pogansko Samogitijo, ki je ločevala tevtonsko Prusijo od tevtonske Livonije. Poganskim Skalvom so prišli na pomoč ogroženi Litovci. Pogani so bili v divjini močno zaščiteni, zato so se tevtonski vitezi odločili za plobo po reki Memel navzgor proti močni poganski utrdbi Ragnit. Teodorik Samlandski je v napad vodil 1000 mož. Teodorikova vojska je trdnjavo osvojila in pobila večino branilcev. Sledila je osvojitev trdnjave Romige na nasprotnem bregu Memela. Skalvi so se maščevali s plenjenjem Labiaua pri Königsbergu. Sledil je velik napad križarjev na Skalvijo in pobijanje in nazadnje vdaja večina skalvskih plemičev.
Tevtonski vitezi so po osvojitvi Skalvije načrtovali napredovanje proti Samogitiji. Pohod je bil odložen zaradi upora pod vodstvom Skalmantasa Jatvinškega. V letih 1276–1277 so Jatvingi in Litovci vdrli v pokrajino Helmno in požgali naselja okoli gradov gradov Rehden, Marienwerder, Zantir in Christburg. Teodorik Sambijski je uspel prepričati Sambijce, naj se ne uprejo, Natangi in Varmi pa so jim sledili. Konrad von Thierberg starejši je poleti 1277 povedel 1500 mož v Kimenau in v bližini gozda Winse potolkel jatvinško vojsko 3000 mož. Veliko Pogezanov je pobegnilo k Litovcem in se naselilo v Gardinasu, tiste, ki so ostali v Prusiji, pa so križarji preselili, verjetno v okolico Marienburga (Malborka). Ta novi grad iz opeke, zgrajen namesto Zantirja, je skupaj z Elbingom in Christburgom varoval pred nadaljnjimi upori. Osrednja pruska plemena so se križarjem predala leta 1277.
Križarji in Jatvingi so prešli na gverilsko vojskovanje, ki so ga bili Jatvingi še posebej vešči. Jatvingov je bilo premalo, da bi se odkrito spopadli z nemškimi, poljskimi in volinskimi nasprotniki, in jatvinški plemiči so se postopoma predajali.
Maršal Konrad von Thierberg mlajši je vdrl v Pokimo, zajel velike goveda, konj in ujetnikov in nato s 3000 možmi zasledoval Jatvinge, pri čemer je izgubil le šest mož. Leta 1280 so Jatvingi in Litvanci neuspešno vdrli v Sambijo, čemur je sledil uničujoč protinapad komturja Ulricha Bayerja iz Tapiauja v Sudovijo. Dve pomembni zmagi nad pogani je dosegel tudi poljski vojvoda  Lešek Črni in zavaroval poljsko mejo. Skalmantas je iz Sudovije pobegnil v Litvo.
Poleti 1283 je bil Konrad von Thierberg mlajši imenovan za provincialnega mojstra Prusije in povedel veliko vojsko v Jatvingijo (Sudovijo9), kjer je naletel na majhen odpor. Vitez Ludwig von Liebenzell, ki je bil nekoč ujetnik Jatvingov, se je pogajal o vdaji 1600 Jatvingov in njihovega vodje Katingerdeja, ki so bili po vdaji preseljeni v Sambijo. Večino preostalih Jatvinov je bilo preseljenih v Pogezanijo in Sambijo. Skalmantas je bil pomiloščen in dobil dovoljenje, da se naseli v gradu Balga. Jatvingija je ostala nenaseljena in postala obmejna divjina, ki je ščitila Prusijo, Mazovijo in Volinijo pred Litvanci. Prusi so se ponovno uprli v kratkotrajnih uporih leta 1286 in 1295. Križarji so ob koncu 13. stoletja trdno obvladovali pruska plemena.
Prusko prebivalstvo je ohranilo veliko svojih izročil in načina življenja, zlasti potem, ko je Kristburški sporazum zaščitil pravice spreobrnjencev. Pruski upori so privedli do tega, da so križarji te pravice izvajeli le za najvplivnejše spreobrnjence, zato se je pokristanjevanje upočasnilo. Po vojaškem porazu Prusov v drugi polovici 13. stoletja so bili v naslednjih stoletjih kot državljani meniške države tevtonskih vitezov podvrženi pokristjanjevanju in kulturni asimilaciji. S padcem Akre in Križarskih držav ter zavarovanjem Prusije se je red usmeril proti krščanskemu Pomorjanskemu, ki je ločevalo Prusijo od cesarskega Pomorjanskega, in proti poganski Litvi.